# Calendario Enoc
El libro de Enoc, considerado canónico por varias iglesias cristianas y judías, contiene enseñanzas de cómo calcular los tiempos y la división del año en 364 días y 52 semanas.
Este calendario permite que las fiestas bíblicas siempre ocurran todos los años en el mismo día de la semana. El calendario de 364 días tiene un desfase respecto a la duración del año pero se puede corregir añadiendo 1 semana entera tras cada periodo de 6 años (tras los cuáles bíblicamente hay descanso obligado por Shabat) y de 50 años (años sagrados por Jubileo). De esta forma, no se altera el ciclo anual de las semanas y se consigue una precisión matemática que supera al calendario gregoriano en el cálculo de la duración del año anomalístico.

## Ejemplo del cálculo
En 6.000 años de historia de la humanidad hay 1.000 periodos de 6 años y  120 periodos de 50 años. En total 1.120 periodos. Se deben restar los periodos en que existe un solapamiento entre ambos periodos que ocurre en 40 ocasiones durante 6.000 años. En total 1080 periodos equivalen a 1.080 semanas y a 7.560 días a añadir al tiempo total. Si en 6000 años de 364 días hay 2.184.000 días, la suma total es de 2.191.560 días. Con ello, la duración del año según este método es de 365,26 días que se aproxima a la duración del año anomalístico: 365,259 635 864 días.

## Otras lecturas
- See the various writings of Julian Morgenstern, James C. VanderKam and others.
- "Sabbatical Years and the Year of Jubilee". Sidney B. Hoenig; The Jewish Quarterly Review, New Series, Vol. 59, No. 3 (Jan., 1969), pp. 222-236.
- "A Possible Method of Intercalation for the Calendar of the Book of Jubilees". E. R. Leach; Vetus Testamentum, Vol. 7, Fasc. 4 (Oct., 1957), pp.  392-397.
- "Jubilee Calendar Rescued from the Flood Narrative". S. Najm & Ph. Guillaume. Retrieved 6/22/2008 from https://web.archive.org/web/20080503173530/http://www.arts.ualberta.ca/JHS/Articles/article_31.htm
- "Sabbatical, Jubilee, and the Temple of Solomon." L. W. Casperson. Vetus Testamentum, Vol. 53, No. 3, 2003, pp. 283-296(14).
- "Calendars of the Dead_sea-Scroll Sect". Edward L. Cohen; CUBO Mathematica Educacional; Vol. 52 No. 2, (1-16). Junio 2003.
- Biblical Calendars. J. van Goudoever. Leiden, E. J. Brill, 1959.
- "Tracing the Origin of the Sabbatical Calendar in the Priestly Narrative (Genesis 1 to Joshua 5)". Philippe Guillaume. Retrieved 6/22/2008 from https://web.archive.org/web/20110605001545/http://www.arts.ualberta.ca/JHS/Articles/article_43.htm.
- "Studies in the Hebrew Calendar: (Interpretation of a Difficult Passage in the Palestinian Talmud)". Solomon Gandz. Proceedings of the American Academy for Jewish Research, Vol. 17, (1947-1948), pp. 9-17.
- "Chronology of the Account of the Flood in P.--A Contribution to the History of the Jewish Calendar. Benjamin Wisner Bacon. Hebraica, Vol. 8, No. 1/2 (Oct., 1891 - Jan., 1892), pp. 79-88.
- "The Calendar of the Book of Jubilees, Its Origin and its Character." Julian Morgenstern. Vetus Testamentum, Vol. 5, Fasc. 1 (Jan., 1955) pp. 34-76.
- "The Judean Calendar during the Second Commonwealth and the Scrolls." Solomon Zeitlin. The Jewish Quarterly Review. New Series, Vol. 57, No. 1 (Jul., 1966), pp. 28-45.

- Datos: Q5379346